# تيري أوستين (سياسي)
تيري أوستين (بالإنجليزية: Terry Austin)‏ هو سياسي أمريكي، ولد في 16 أكتوبر 1955 في روانوك في الولايات المتحدة. حزبياً، نشط في الحزب الجمهوري.